# Campuchia
Campuchia (tiếng Khmer: កម្ពុជា, đã Latinh hoá: Kampuchea, phát âm tiếng Khmer: [kam.pu.ciə]), quốc hiệu là Vương quốc Campuchia (tiếng Khmer: ព្រះរាជាណាចក្រកម្ពុជា, đã Latinh hoá: Preah Reacheanachak Kampuchea, phát âm tiếng Khmer: [prĕəh riə.ciə.naː.caʔ kam.pu.ciə]), là một quốc gia có chủ quyền ở bán đảo Đông Dương tại Đông Nam Á. Campuchia giáp với vịnh Thái Lan ở phía tây nam, Thái Lan ở phía tây bắc, Lào ở phía đông bắc và Việt Nam ở phía đông. Năm 2024, Campuchia có dân số hơn 17 triệu người. Thủ đô và thành phố lớn nhất của Campuchia là Phnôm Pênh.
Năm 802, Jayavarman II tự xưng là vua, thống nhất các hoàng tử Khmer đang tham chiến ở Chân Lạp với tên gọi "Kambuja". Jayavarman II tuyên bố độc lập khỏi Java ở vùng núi Kulen. Điều này đánh dấu sự khởi đầu của Đế quốc Khmer, phát triển mạnh mẽ trong hơn 600 năm, cho phép các vị vua kế tiếp kiểm soát và gây ảnh hưởng trên phần lớn Đông Nam Á, đồng thời tích lũy quyền lực và tài sản khổng lồ. Vương quốc Ấn Độ Dương đã tạo điều kiện cho việc truyền bá Ấn Độ giáo và Phật giáo đến phần lớn Đông Nam Á và xây dựng nhiều công tình tôn giáo khắp khu vực, bao gồm hơn 1.000 ngôi đền và di tích ở Angkor. Angkor Wat là công trình nổi tiếng nhất trong số những công trình này và được công nhận là Di sản thế giới.
Vào thế kỷ 15, sau cuộc nổi dậy của Ayutthaya, nơi trước đây thuộc quyền cai trị của Đế quốc Khmer, Campuchia bước vào thời kỳ suy vong. Campuchia phải đối mặt với hai nước láng giềng ngày càng hùng mạnh là Thái Lan và nhà Nguyễn. Năm 1863, Campuchia trở thành xứ bảo hộ của Pháp, và sau đó được hợp nhất thành Liên bang Đông Dương.
Campuchia giành độc lập từ Pháp vào năm 1953. Chiến tranh Việt Nam lan sang Campuchia vào năm 1965 với việc mở rộng Đường Trường Sơn và thành lập Đường mòn Sihanouk. Điều này dẫn đến việc Hoa Kỳ ném bom Campuchia từ năm 1969 đến năm 1973. Sau cuộc đảo chính vào năm 1970, Quốc vương Sihanouk bị phế truất và Cộng hòa Khmer thân Hoa Kỳ được thành lập. Với sự ủng hộ của Sihanouk và Việt Nam Dân chủ Cộng hòa, lực lượng Khmer Đỏ chiếm Phnôm Pênh vào năm 1975 và thành lập nhà nước Campuchia Dân chủ. Khmer Đỏ sau đó thực hiện diệt chủng Campuchia từ năm 1975 đến năm 1979, khi bị Việt Nam lật đổ trong Chiến tranh biên giới Việt Nam – Campuchia. Cộng hòa Nhân dân Campuchia do Việt Nam hậu thuẫn được thành lập.
Sau Hiệp định Hòa bình Paris năm 1991, Campuchia được Cơ quan chuyển tiếp Liên Hợp Quốc điều hành trong một thời gian ngắn. Liên Hợp Quốc rút lui sau khi tổ chức tổng tuyển cử vào năm 1993 với tỷ lệ cử tri đi bỏ phiếu khoảng 90%. Sau xung đột năm 1997, Thủ tướng Hun Sen và Đảng Nhân dân Campuchia lên nắm quyền ở Campuchia cho đến ngày nay
Campuchia là thành viên Liên Hợp Quốc, Hiệp hội các quốc gia Đông Nam Á, Hội nghị cấp cao Đông Á, Tổ chức Thương mại Thế giới, Phong trào không liên kết và Cộng đồng Pháp ngữ. Campuchia có tình trạng nghèo đói phổ biến, tham nhũng tràn lan, thiếu tự do chính trị, chỉ số phát triển con người (HDI) ở mức thấp và tỷ lệ đói nghèo cao.

## Lịch sử

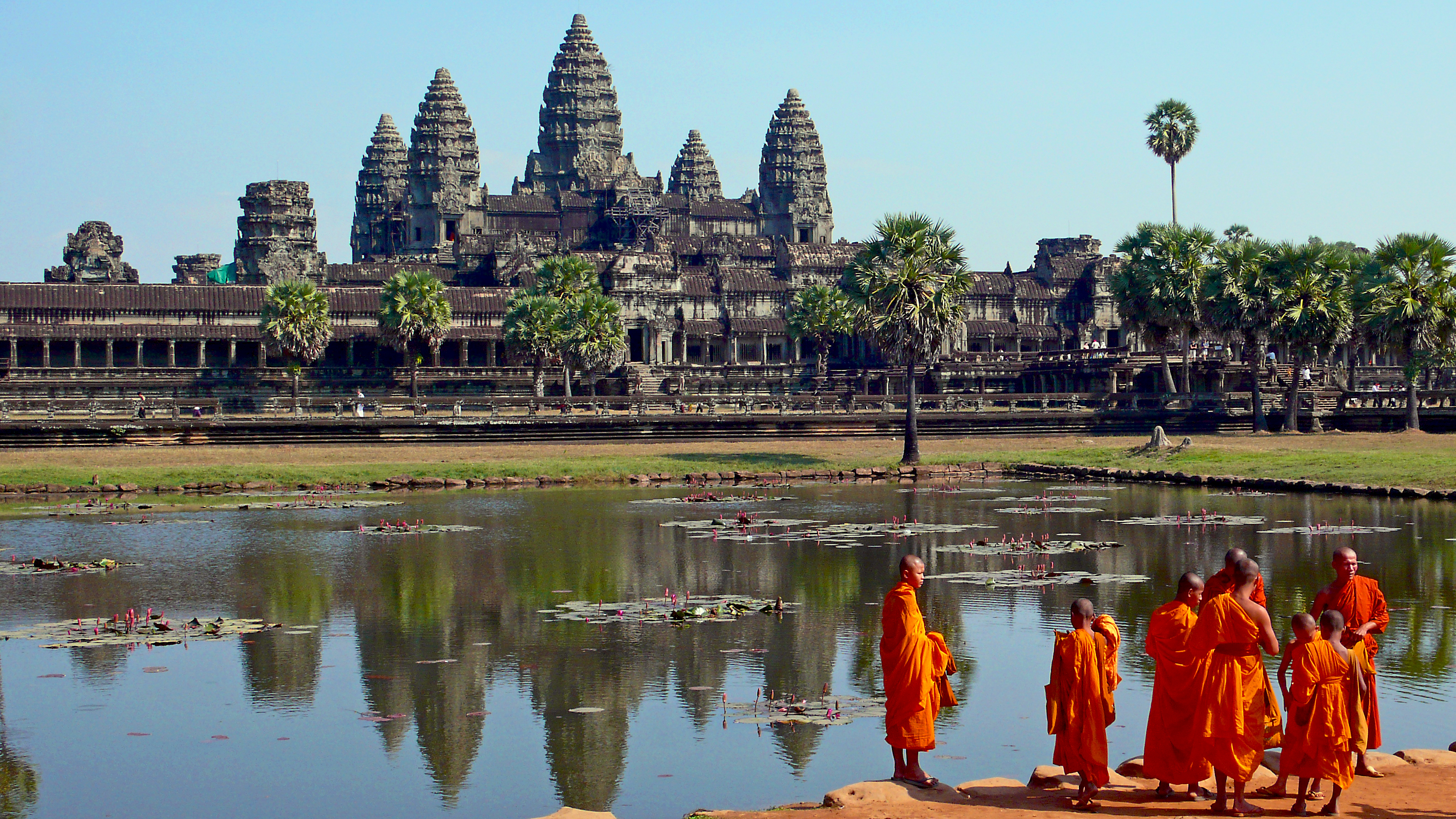
Angkor Wat tại Xiêm Riệp, di sản thế giới

### Tiền sử

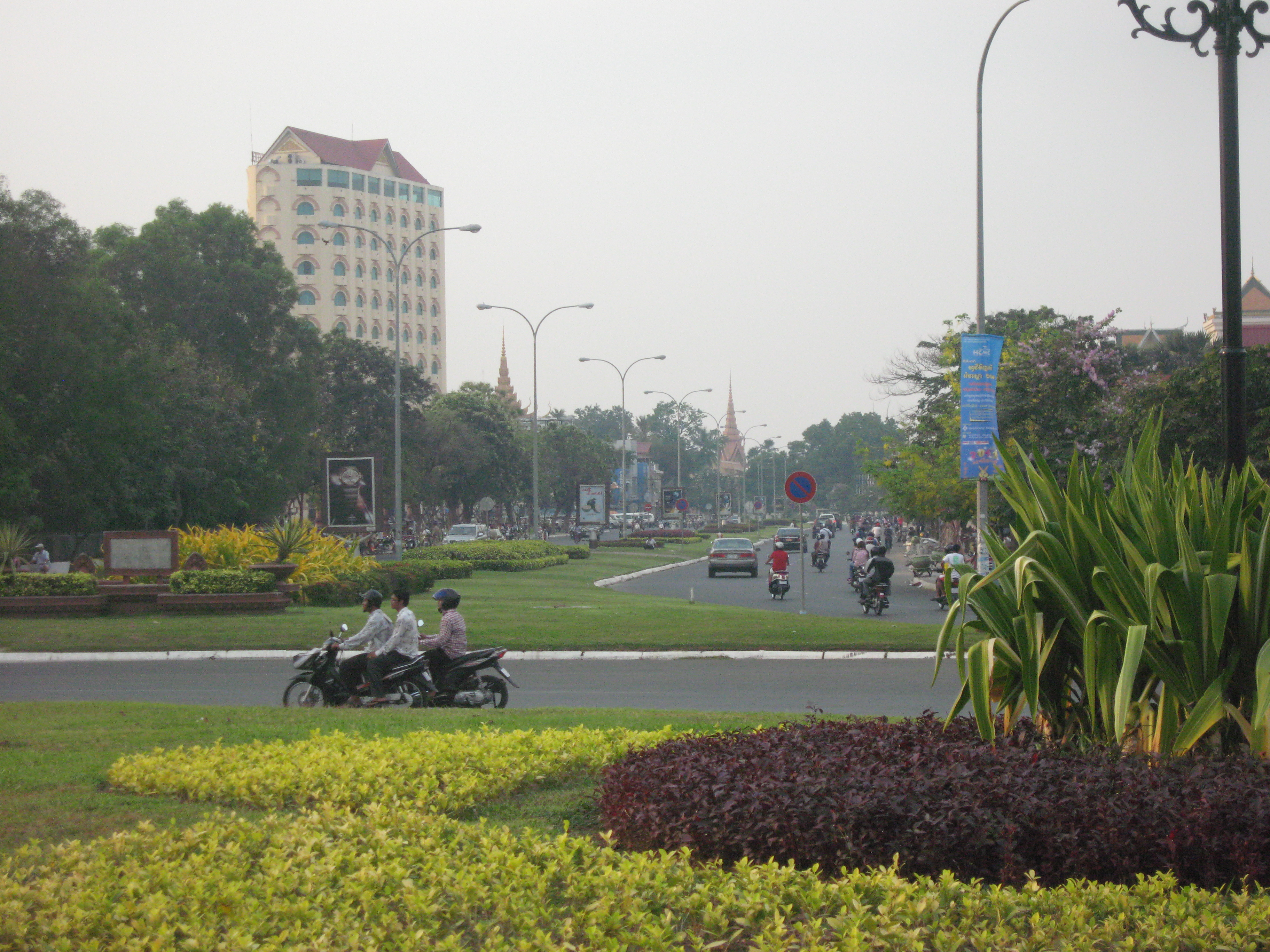
Phnôm Pênh

### Độc lập và Chiến tranh Việt Nam

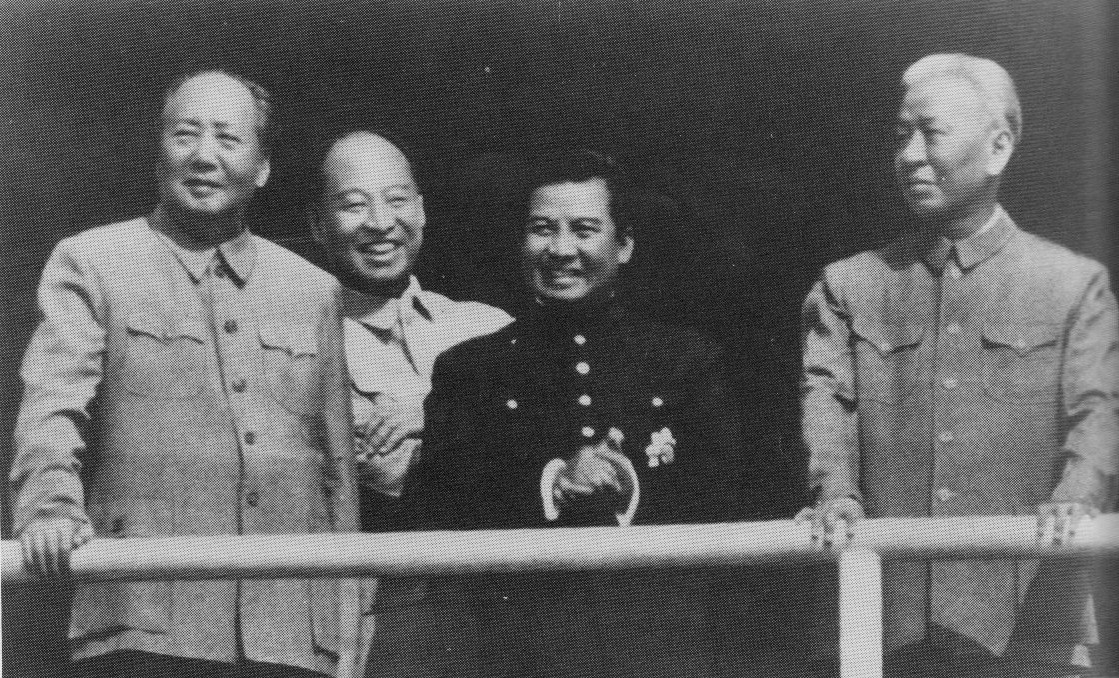
Norodom Sihanouk và Mao Trạch Đông vào năm 1956

### Campuchia Dân chủ (1975-1978)

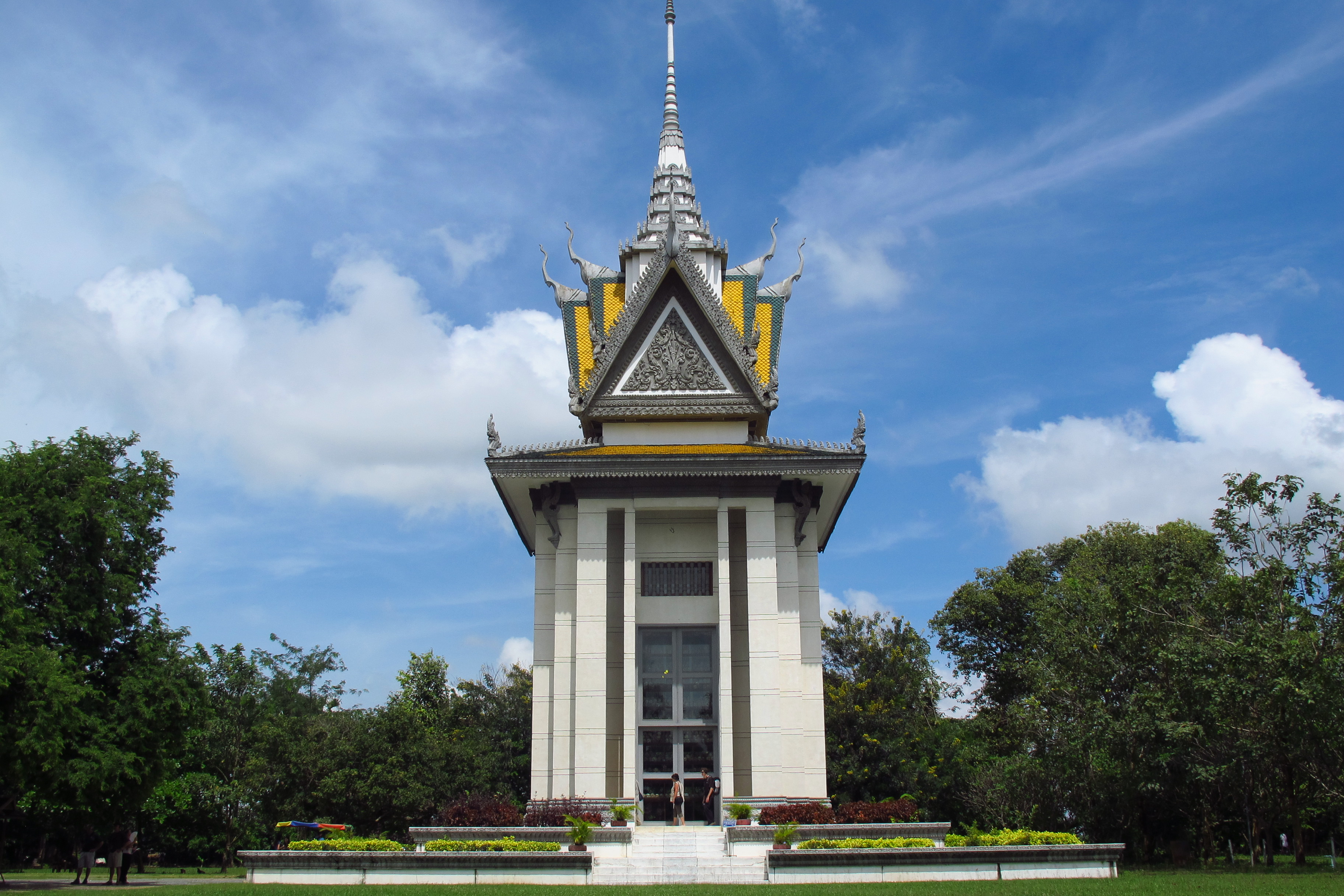
Choeung Ek, một địa điểm nổi tiếng là ngôi mộ tập thể cho các nạn nhân diệt chủng trong thời kỳ Khmer Đỏ

### Vương quốc Campuchia (1993 – hiện tại)

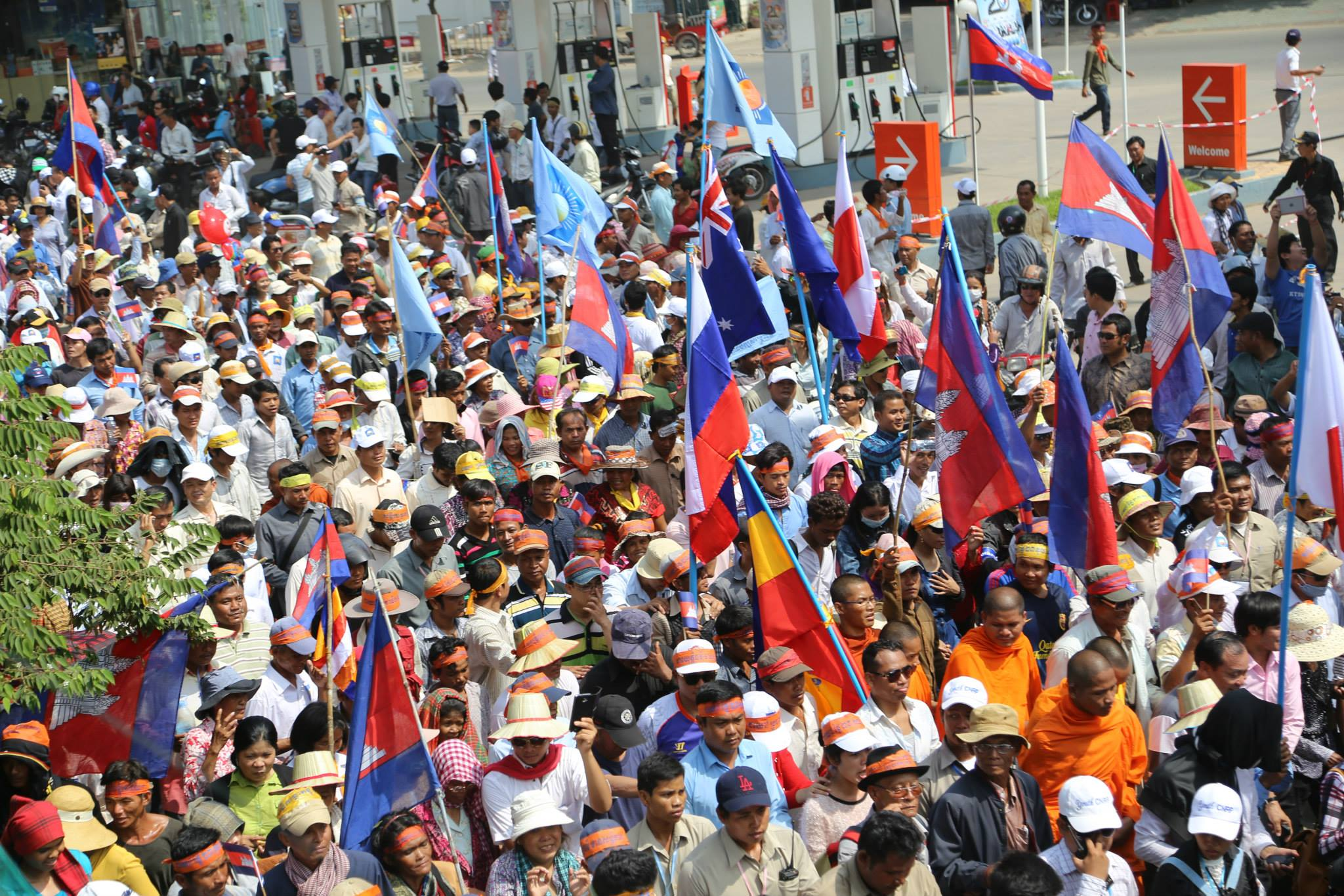
Các cuộc biểu tình chống chính phủ ủng hộ đảng đối lập CNRP đã diễn ra ở Campuchia sau cuộc tổng tuyển cử năm 2013.

## Địa lý

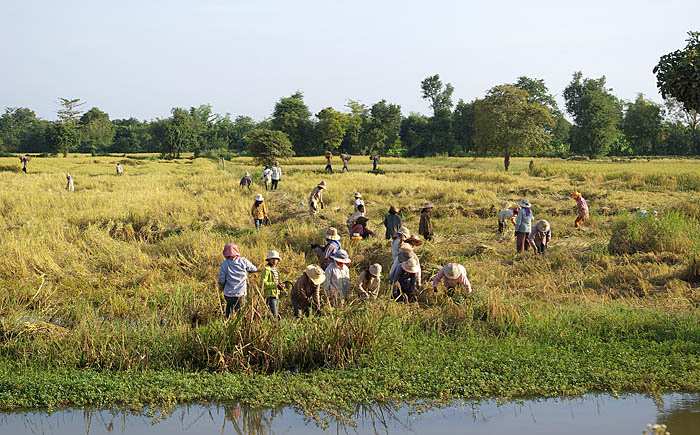
Người nông dân Campuchia

### Khí hậu

Phân loại khí hậu Köppen của Campuchia